# Pietra Soloveckij

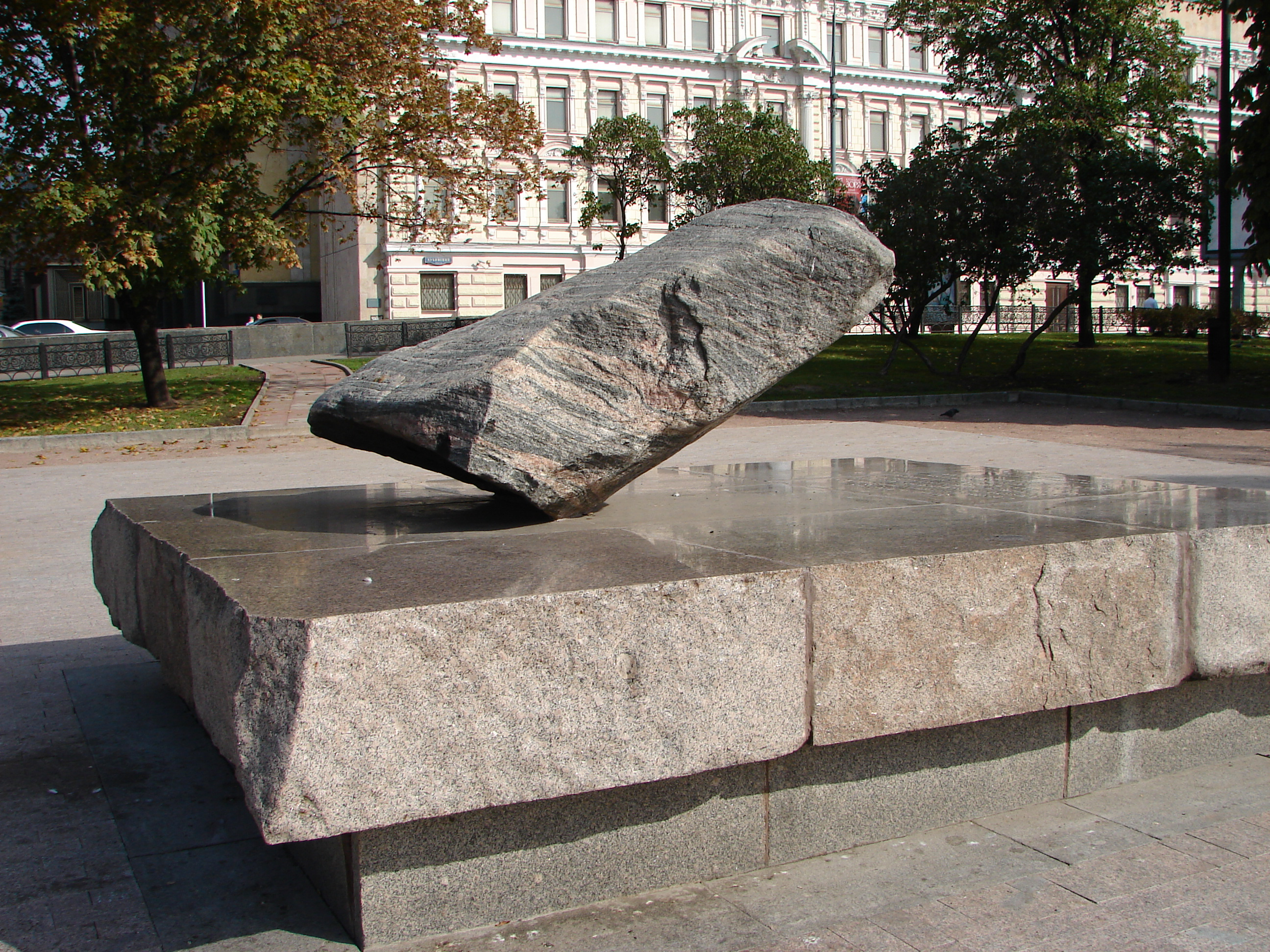
La pietra Soloveckij di Mosca.

La pietra Soloveckij (in russo Соловецкий камень?, Soloveckij kamen’) è un monumento situato nei pressi della Lubjanka di Mosca, costituito da una roccia presa dalle Isole Soloveckie, in particolare dallo SLON, parte del sistema sovietico dei Gulag. Il monumento è stato eretto nel 1990 in onore delle vittime della repressione politica in Unione Sovietica.

## Storia

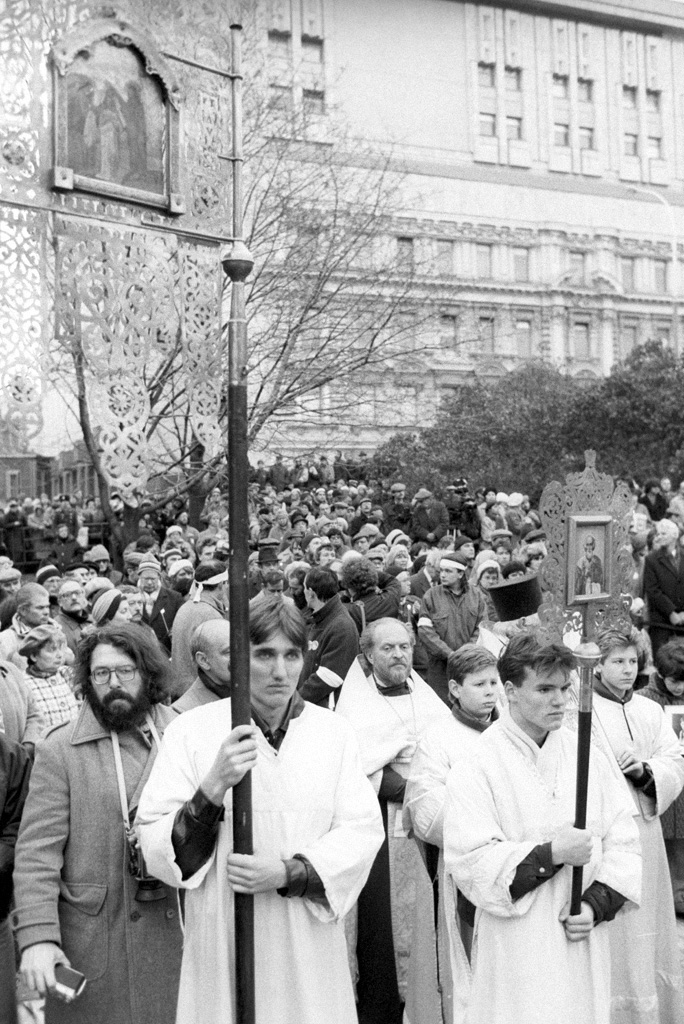
Il sacerdote Gleb Jakunin mentre esercita una funzione religiosa per le vittime della repressione politica stalinista durante l'inaugurazione della Pietra Soloveckij nella piazza della Lubijanka di Mosca, 30 ottobre 1990.

Secondo la ONG russa Memorial, il monumento è stato eretto il 30 ottobre del 1990 per commemorare un'iniziativa del 1974 avanzata dai prigionieri politici per istituire una "Giornata dei prigionieri politici in Unione Sovietica". Il sito fu scelto per il fatto che proprio nella Lubjanka furono firmati i documenti per gli arresti di massa di persone accusate di tradimento e anticomunismo. L'artista e architetto S. I. Smirnov, il designer V. J. Korsi e gli attivisti della Memorial hanno preso parte alla creazione del monumento finanziata con i fondi assegnati dal governo di Mosca.
Prima dell'installazione del monumento, il blocco di granito si trovava sul molo di Tamarin, un villaggio nei pressi di Soloveckij, dove furono attivi il Campo e la prigione per scopi speciali di Soloveckij (SLON e STON) rispettivamente nel periodo 1919-1933 e 1937-1939. Il blocco per il monumento fu scelto da Michail Butorin (storico, giornalista) e Gennadij Ljašenko (capo architetto di Arcangelo). Dall'isola di Bol’šoj Soloveckij, la nave mercantile "Sosnovec" portò il blocco ad Arcangelo da cui fu portato in treno a Mosca.
Il monumento fu quindi inaugurato il 30 ottobre del 1990, di fronte all'edificio del KGB. Migliaia di persone si radunarono per partecipare all'inaugurazione del monumento, e presenziarono gli ex prigionieri politici Oleg Volkov, Anatolij Žigulin e Sergej Kovalëv.
Alla base del piedistallo vi è l'iscrizione:
Nel 1991, il Soviet Supremo della RSFS Russa istituì ufficialmente il 30 ottobre come il "Giorno del ricordo delle vittime delle repressioni politiche.
Nel 2008, il monumento ha ricevuto lo status di Dostoprimečatel'nost’ (Достопримечательность).
La stampa russa ha spesso riferito che la pietra di Soloveckij rappresenta un luogo non ufficiale per le proteste politiche: nel 2011, intorno ad essa si sono svolte delle manifestazioni da parte dei rappresentanti di L'Altra Russia e Solidarnost. Nel dicembre 2012, un raduno non autorizzato dell'opposizione russa "Marcia della libertà" si è svolto vicino alla pietra Soloveckij.

## San Pietroburgo

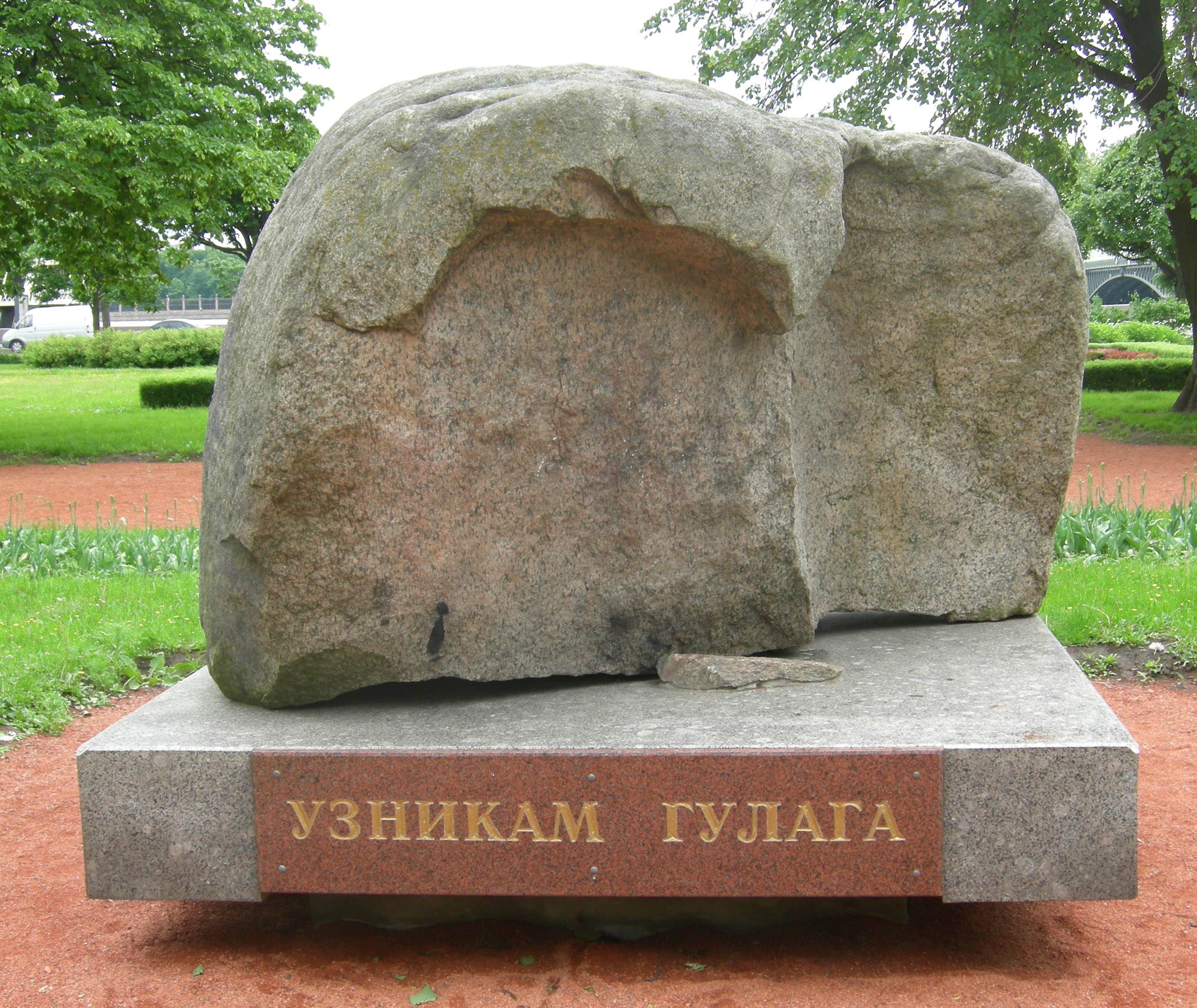
La pietra Soloveckij di San Pietroburgo

Un'altra pietra Soloveckij è stata posta nel giardino pubblico della Piazza Troickaja a San Pietroburgo nel 2002. Il monumento fu realizzato da Evgenij Uchnaljov ed è ufficialmente nota come il Memoriale alle vittime delle repressioni politiche a Pietrogrado - Leningrado. È un blocco di granito da 10 tonnellate preso a 50 metri dal luogo delle esecuzioni di massa dei prigionieri nel campo di Solovki. La roccia è posta sopra una base di granito lucido con le iscrizioni "Ai prigionieri dei Gulag", "Alle vittime del terrore comunista", "Ai combattenti per la libertà" e un verso del Requiem di Anna Achmatova: "Vorrei chiamarli tutti per nome, ma..." (Хотелось бы всех поименно назвать...). Il monumento fu inaugurato il 4 settembre 2002 in vista delle celebrazioni per il 300º anniversario di San Pietroburgo. Secondo la Solovki Encyclopedia, Uchnaljov e l'architetto del memoriale, ovvero il deputato della Duma di Stato Julij Rybakov, pagarono personalmente tutte le spese, incluso il trasporto del blocco di 10 400 kg dalle Isole Soloveckie nel Mar Bianco. L'amministrazione cittadina di San Pietroburgo non avrebbe aiutato a finanziare il memoriale nonostante il budget significativo stanziato per celebrare il tricentenario della città.